# Greenwood County, Kansas
Greenwood County är ett administrativt område i delstaten Kansas, USA. År 2010 hade countyt 6 689 invånare (2006). Den administrativa huvudorten (county seat) är Eureka.

## Geografi
Enligt United States Census Bureau har countyt en total area på 2 985 km². 2 952 km² av den arean är land och 33 km² är vatten.

### Angränsande countyn
- Lyon County - nord
- Coffey County - nordost
- Woodson County - öst
- Wilson County - sydost
- Elk County - syd
- Butler County - väst
- Chase County - nordväst

### Orter i Greenwood County
Ortnamn och befolkning (2010)
- Eureka, 2 633
- Madison, 701
- Hamilton, 268
- Severy, 259
- Fall River, 162
- Climax, 72
- Virgil, 71